# أنطونيو مينيجازو
أنطونيو مينيجازو (13 سبتمبر 1931 – 20 مارس 2019) كان أسقفًا رومانيًا كاثوليكيًا من إيطاليا.

## السيرة الشخصية
وُلد مينيجازو في إيطاليا ورُسم للكهنوت عام 1956. لقد شغل منصب الأسقف الفخري في ميسارفيلطا وكان المدير الرسولي لأبرشية الروم الكاثوليك بالأبيض في السودان من عام 1996 حتى عام 2010.